# HMS Talent (1945)
HMS Talent (P337) – brytyjski okręt podwodny należący do trzeciej grupy brytyjskich okrętów podwodnych typu T. Został zbudowany jako P337 w stoczni Vickers-Armstrongs w Barrow. Zwodowano go 29 lipca 1942. Nosił wcześniej nazwę "Tasman", ale zmieniono ją, ponieważ poprzedni HMS "Talent" został przekazany Królewskiej Marynarce Wojennej Holandii.

## Służba
"Talent" miał krótką, ale obfitującą w zdarzenia karierę. 15 grudnia 1954 został zalany i wyrzucony z suchego doku w Chatham Dockyard, gdy brama suchego doku została otworzona. Ciężka mgła, noc i wysokie fale opóźniły akcję poszukiwawczo ratowniczą. Został odnaleziony dopiero następnego dnia, gdy stało się jasne, że wypadek spowodował śmierć czterech osób. Wyremontowany w 1955. 
Został uszkodzony w kolizji, gdy zanurzał się w pobliżu Isle of Wight 8 maja 1956. "Talent" został później użyty do miesięcznego rejsu, gdy zawijał do portów południowej i wschodniej Anglii w październiku 1960. Został wtedy odwiedzony przez ponad 33 000 ludzi.
Przeszedł remont na Malcie pomiędzy końcem 1960 a początkiem 1961. Służył następnie na Morzu Śródziemnym. Wrócił na Wyspy Brytyjskie w maju 1962 i został wycofany ze służby w 1966. Zezłomowany w Troon 1 lutego 1970.